# بیرشتوناس
بیرشتوناس (به لاتین: Birštonas) در لیتوانی با جمعیت ۳٬۱۳۸ نفر است که در شهرستان کاوناس واقع شده‌است.

## نگارخانه

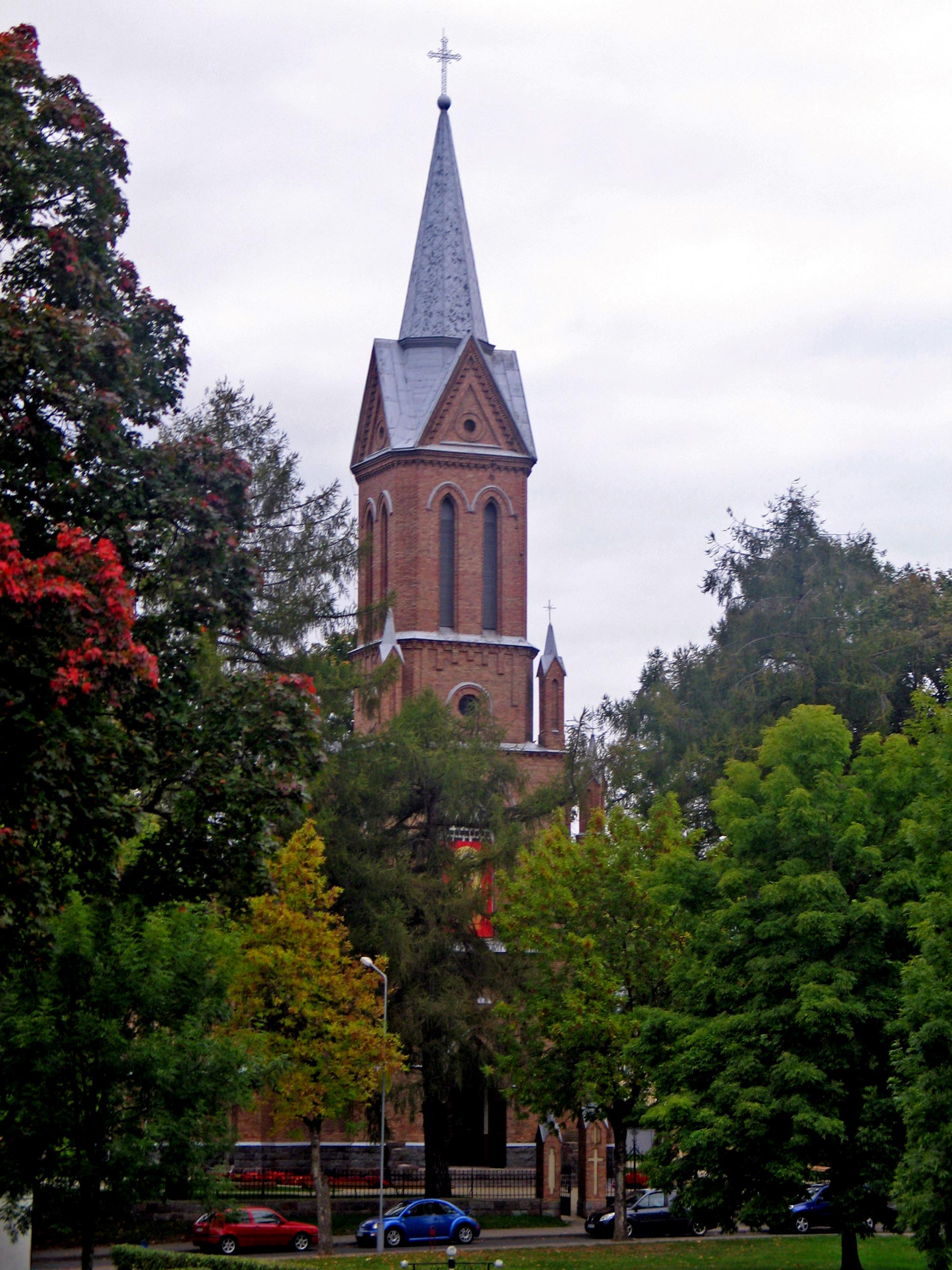
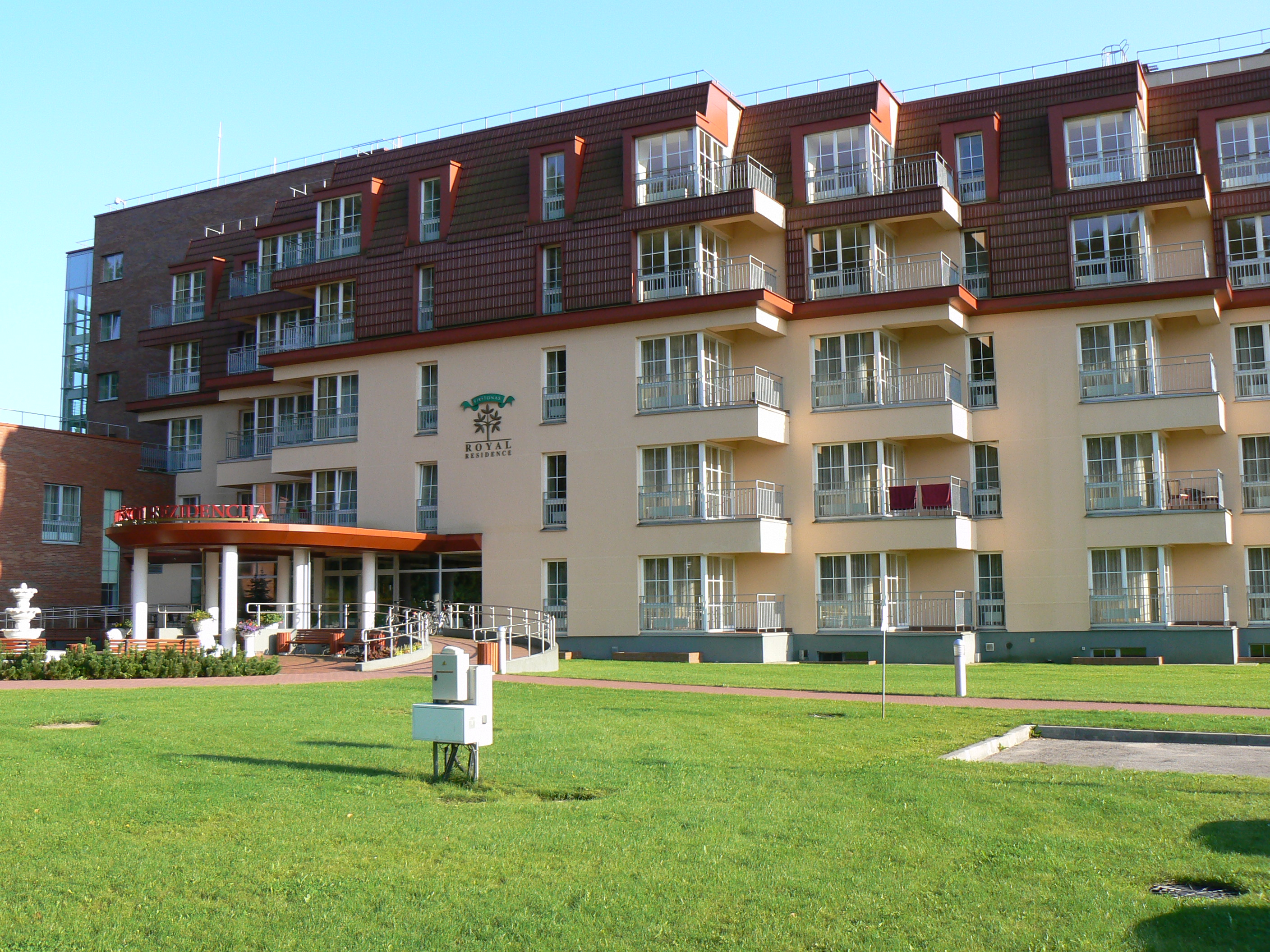
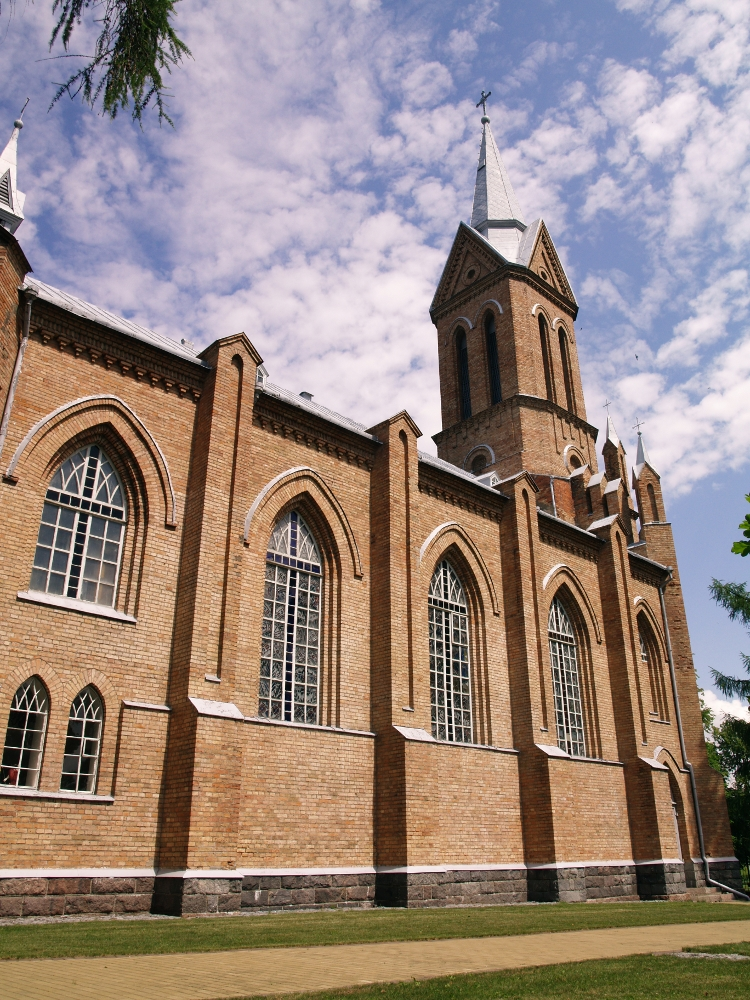
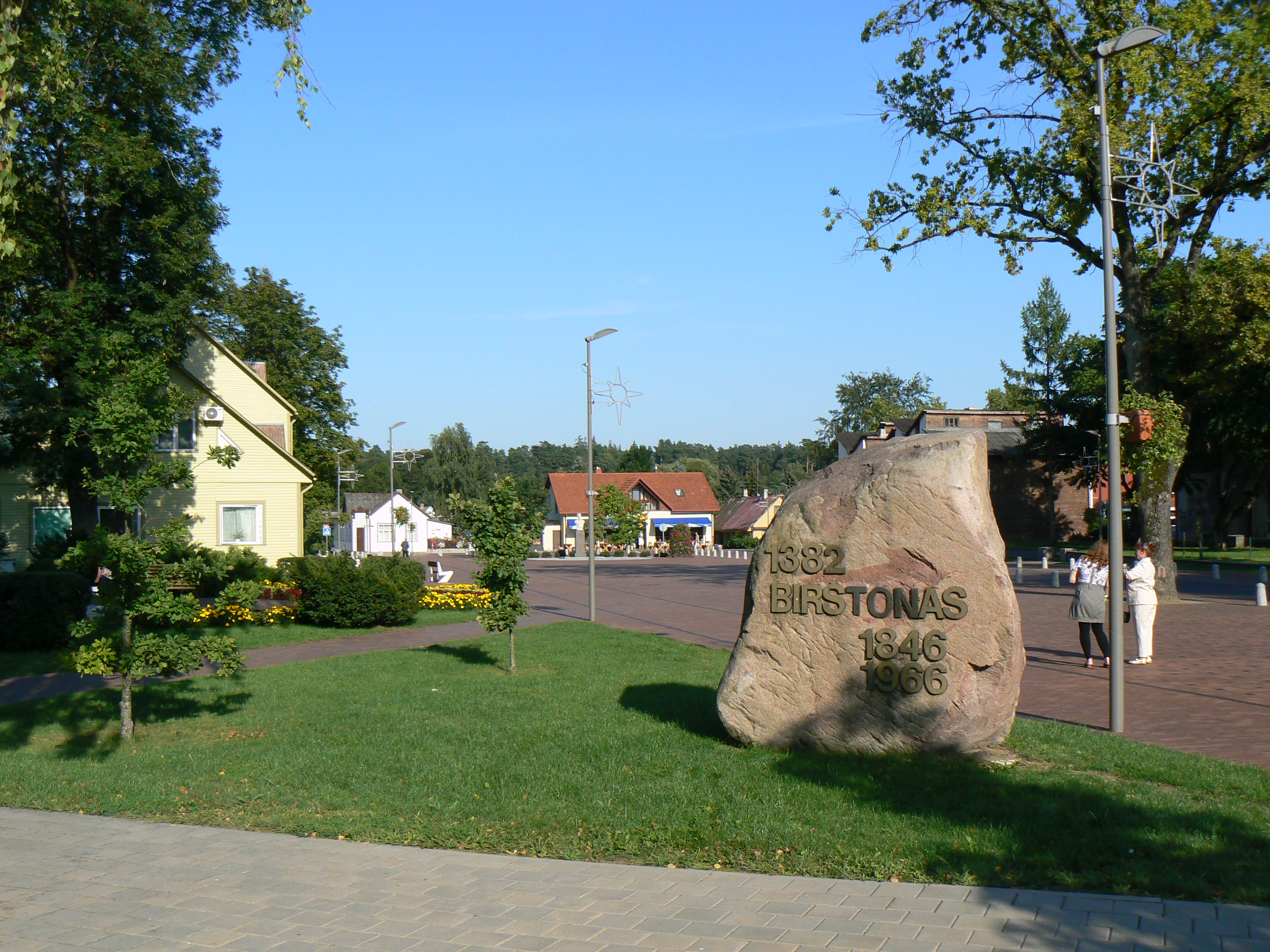
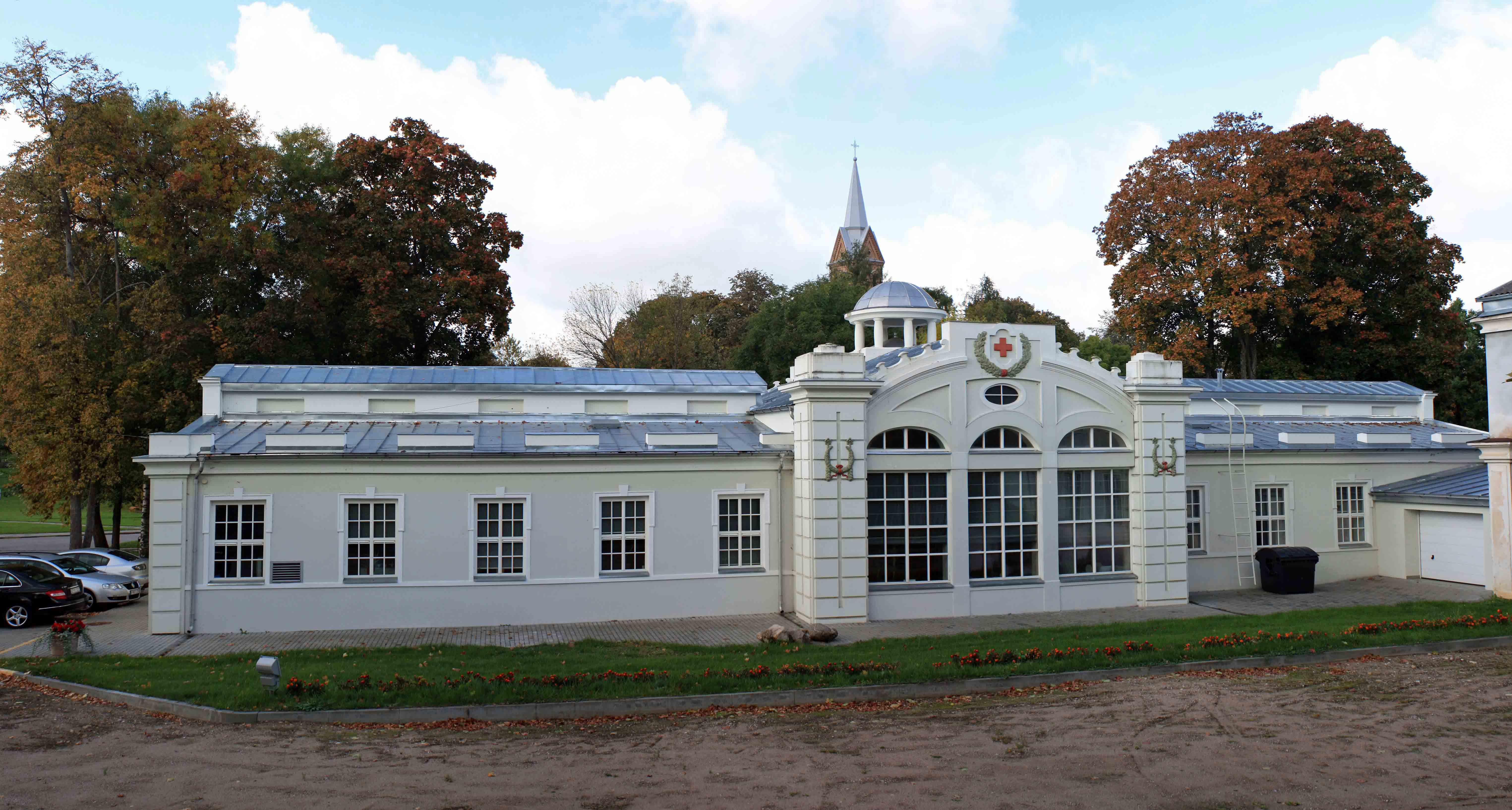
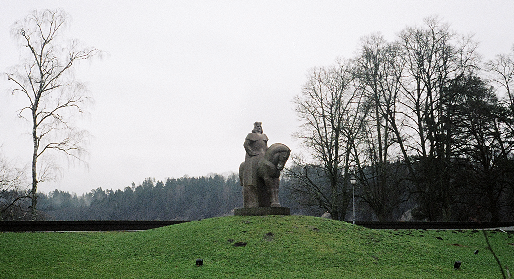
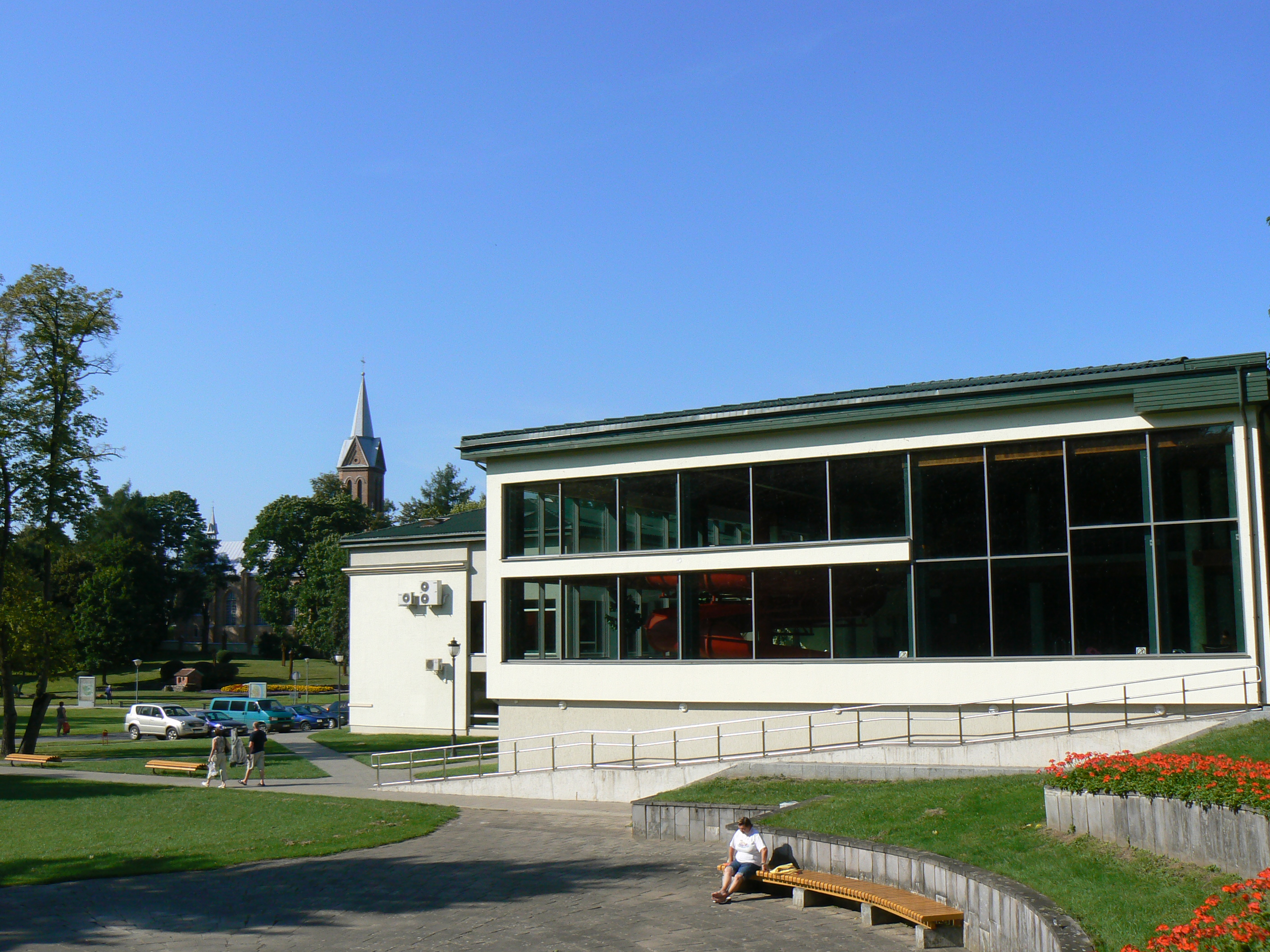